# Eltje Jacob Tonckens
Eltje Jacob Tonckens (Westervelde, 23 januari 1865 - aldaar, 6 januari 1946) was een Nederlandse burgemeester.

## Leven en werk
Tonckens was een zoon van de burgemeester van Norg mr. Johannes Tonckens en Henderika Borgesius. Tonckens werd evenals zijn vader en zijn grootvader burgemeester van Norg. Hij werd in 1929 in die functie opgevolgd door zijn jongere broer Egbertus Roelinus Tonckens.
Eltje Tonckens huwde op 20 augustus 1898 met Roelofje Hoenderken.

## Bengelklokje
Tonckens woonde in een herenhuis met boerderij in Westervelde, het Huis te Westervelde. Aan deze woning bevindt zich nog het bengelklokje dat gebruikt werd om het personeel te wijzen op de rust- en werktijden.